# Oum El Achar
Oum El Achar é uma vila na comuna de Tindouf, no distrito de Tindouf, província de Tindouf, Argélia, localizada na base de uma passagem de montanha. Está ligada à rodovia nacional N50 por uma longa estrada deserta levando a sul da vila.